# سالي آن هارت
سالي آن هارت من مواليد 6 مارس 1968  وهي سياسية بريطانية وكانت عضوًا في البرلمان عن هاستينغز آند راي منذ عام 2019 . وقد عملت كعضو في حزب المحافظين ، خلفت أمبر رود ، وزيرة الداخلية السابقة. 
قبل انتخابها كعضو في البرلمان، كانت تشتغل قاضية في هاستينغز وكذلك انتُخبت كعضو لمجلس المقاطعةروثر . 